# Pokalmurkla
Pokalmurkla (Helvella acetabulum) är en svampart som först beskrevs av L., och fick sitt nu gällande namn av Lucien Quélet 1874. Pokalmurkla ingår i släktet Helvella och familjen Helvellaceae.  Arten är reproducerande i Sverige. Inga underarter finns listade i Catalogue of Life.

## Källor

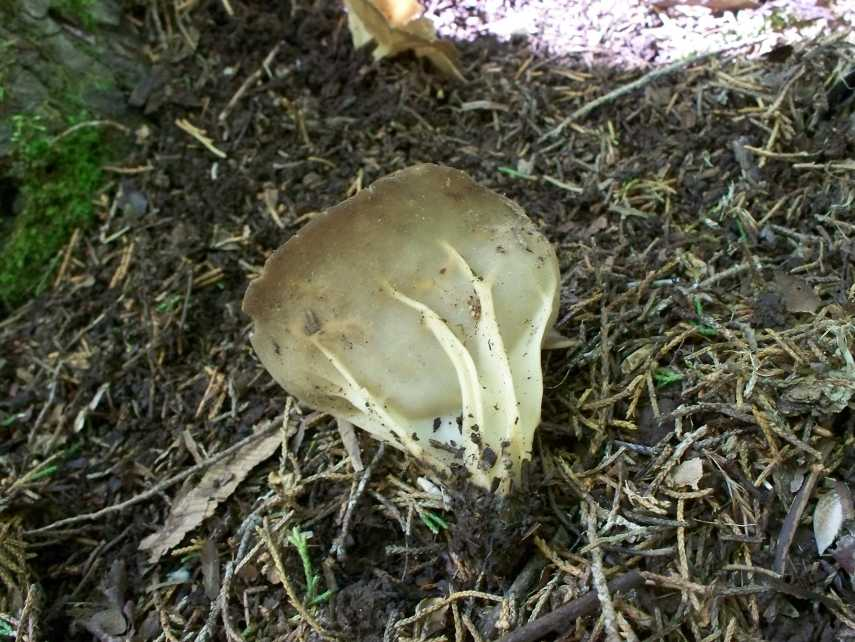